# Champigny-lès-Langres
Pour les articles homonymes, voir Champigny.
Champigny-lès-Langres est une commune française située dans le département de la Haute-Marne, en région Grand Est.

## Géographie
|                 | Charmes               | Bannes  |
| Humes-Jorquenay | Champigny-lès-Langres |         |
| Langres         |                       | Peigney |

### Hydrographie
La commune est dans la région hydrographique « la Seine de sa source au confluent de l'Oise (exclu) » au sein du bassin Seine-Normandie. Elle est drainée par le canal de la Marne a la Saone, la Marne, la Conduite Mouche Liez, le ruisseau de Douet, le ruisseau du Moulinot et divers autres petits cours d'eau,.
Le canal de la Marne à la Saône est un canal à bief de partage au gabarit Freycinet, d'une longueur de 160 km reliant les vallées de la Marne et de la Saône, géré par les Voies navigables de France.
La Marne  prend sa source sur le plateau de Langres, dans la commune de Saints-Geosmes (Haute-Marne) et se jette dans la Seine entre Charenton-le-Pont et Alfortville (Val-de-Marne) dans le quartier de Conflans-l'Archevêque.
La Conduite Mouche Liez, d'une longueur de 12 km, prend sa source dans la commune de Saint-Ciergues et se jette  dans la Liez à Chatenay-Mâcheron, après avoir traversé six communes.

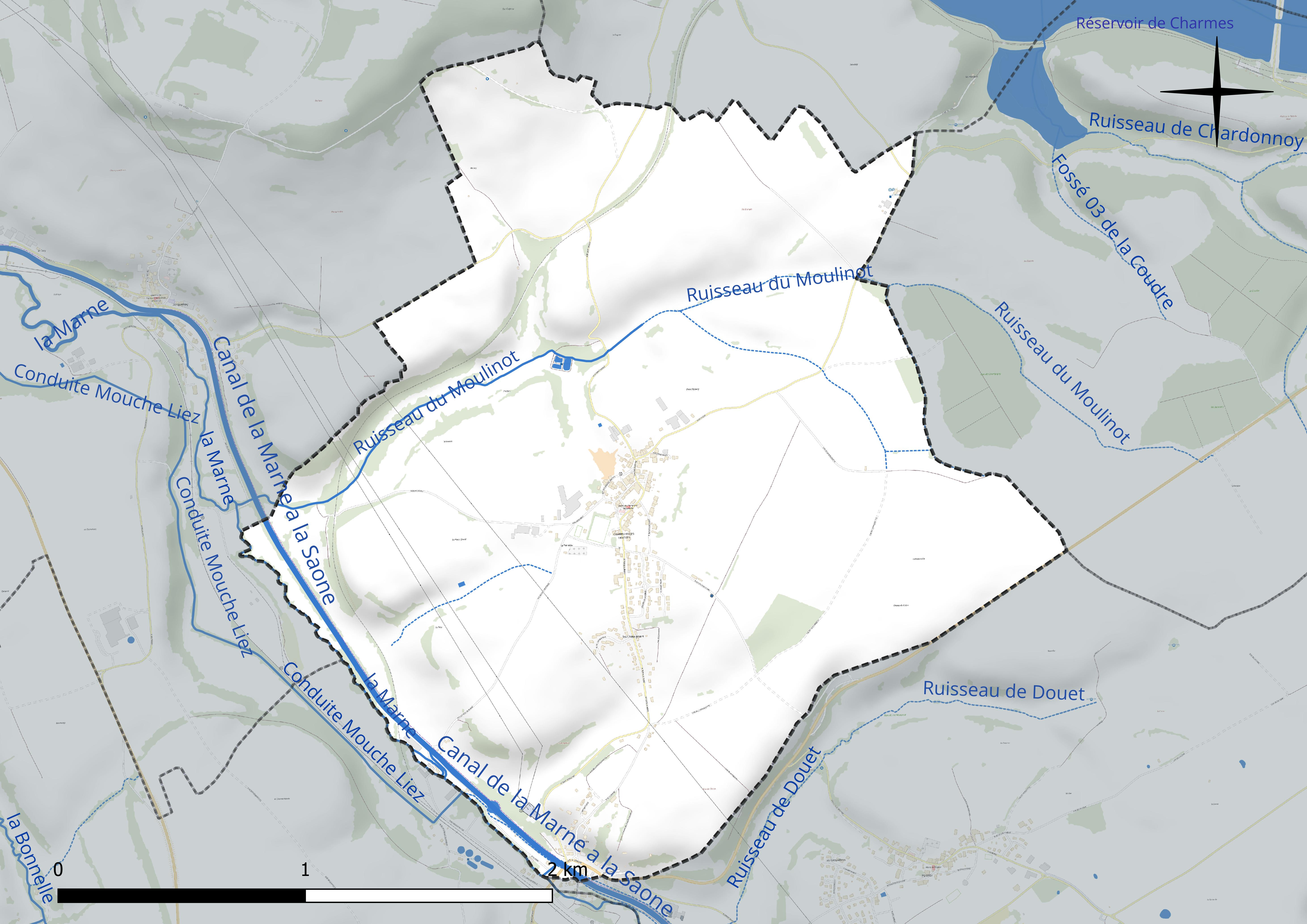
Réseau hydrographique de Champigny-lès-Langres.

### Climat
Pour des articles plus généraux, voir Climat du Grand Est et Climat de la Haute-Marne.
En 2010, le climat de la commune est de type climat des marges montargnardes, selon une étude du Centre national de la recherche scientifique s'appuyant sur une série de données couvrant la période 1971-2000. En 2020, Météo-France publie une typologie des climats de la France métropolitaine dans laquelle la commune est exposée à un climat océanique altéré et est dans la région climatique Lorraine, plateau de Langres, Morvan, caractérisée par un hiver rude (1,5 °C), des vents modérés et des brouillards fréquents en automne et hiver.
Pour la période 1971-2000, la température annuelle moyenne est de 9,5 °C, avec une amplitude thermique annuelle de 17 °C. Le cumul annuel moyen de précipitations est de 891 mm, avec 13,1 jours de précipitations en janvier et 9 jours en juillet. Pour la période 1991-2020, la température moyenne annuelle observée sur la station météorologique de Météo-France la plus proche, « Langres », sur la commune de Langres à 5 km à vol d'oiseau, est de 10,2 °C et le cumul annuel moyen de précipitations est de 896,1 mm. 
La température maximale relevée sur cette station est de 38,8 °C, atteinte le 25 juillet 2019 ; la température minimale est de −21,2 °C, atteinte le 2 février 1956,,.
Les paramètres climatiques de la commune ont été estimés pour le milieu du siècle (2041-2070) selon différents scénarios d'émission de gaz à effet de serre à partir des nouvelles projections climatiques de référence DRIAS-2020. Ils sont consultables sur un site dédié publié par Météo-France en novembre 2022.

## Urbanisme

### Typologie
Au 1er janvier 2024, Champigny-lès-Langres est catégorisée commune rurale à habitat dispersé, selon la nouvelle grille communale de densité à sept niveaux définie par l'Insee en 2022.
Elle appartient à l'unité urbaine de Langres, une agglomération intra-départementale regroupant trois  communes, dont elle est une commune de la banlieue,,. Par ailleurs la commune fait partie de l'aire d'attraction de Langres, dont elle est une commune de la couronne,. Cette aire, qui regroupe 77 communes, est catégorisée dans les aires de moins de 50 000 habitants,.

### Occupation des sols
L'occupation des sols de la commune, telle qu'elle ressort de la base de données européenne d’occupation biophysique des sols Corine Land Cover (CLC), est marquée par l'importance des territoires agricoles (92,2 % en 2018), en diminution par rapport à 1990 (93,1 %). La répartition détaillée en 2018 est la suivante : 
terres arables (61,1 %), prairies (31,1 %), zones urbanisées (5 %), zones industrielles ou commerciales et réseaux de communication (2,6 %), forêts (0,2 %). L'évolution de l’occupation des sols de la commune et de ses infrastructures peut être observée sur les différentes représentations cartographiques du territoire : la carte de Cassini (XVIIIe siècle), la carte d'état-major (1820-1866) et les cartes ou photos aériennes de l'IGN pour la période actuelle (1950 à aujourd'hui).

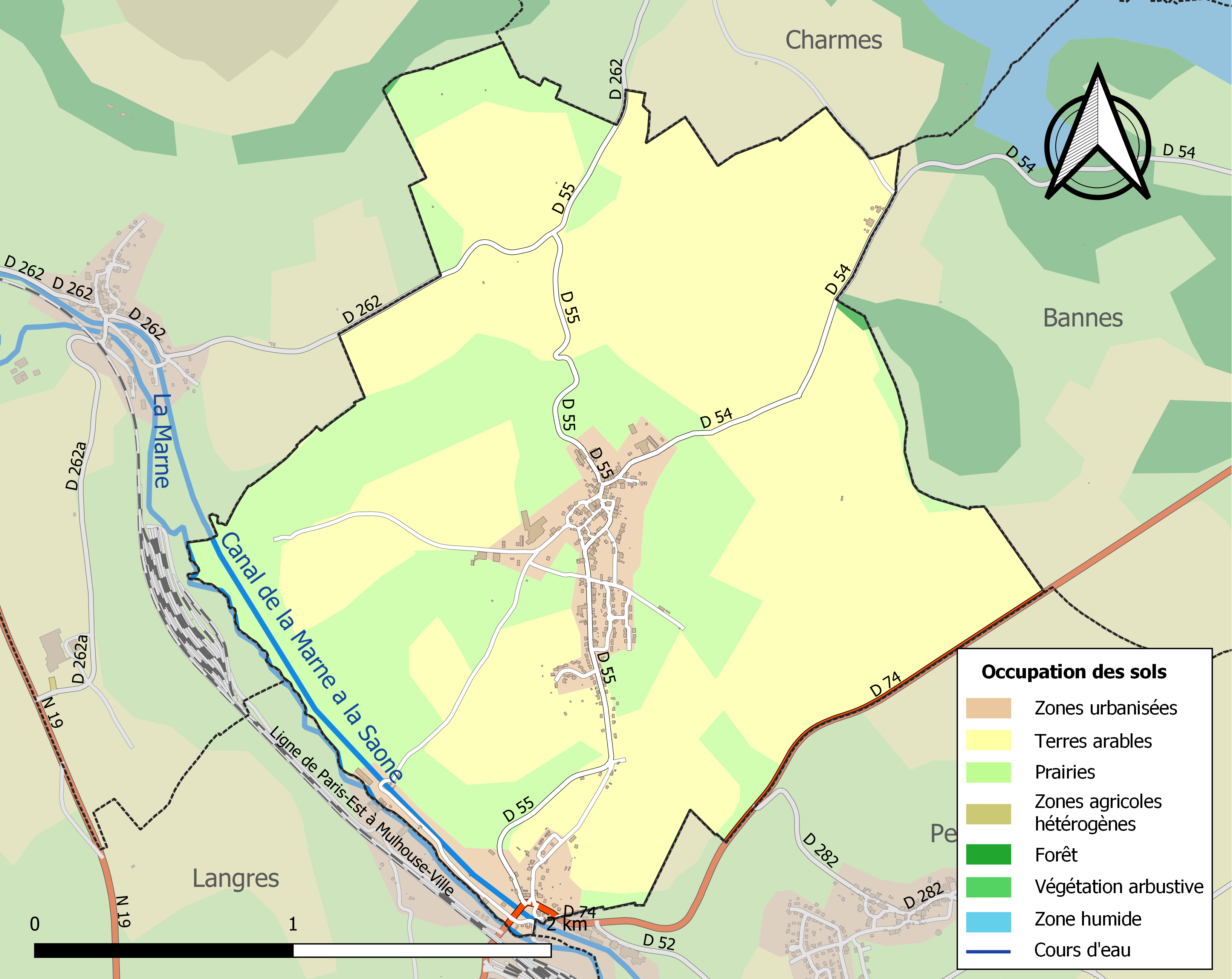
Carte des infrastructures et de l'occupation des sols de la commune en 2018 (CLC).

## Toponymie
Le nom de la localité est attesté sous les formes Champeigné (1249) ; Champigneyum (1271) ; Champegneyum (1334) ; Champeignie, Champeigny, Champégny, Champeigney (1336) ; Champaigneyum (XIVe siècle) ; Champigné-lès-Langres (1468) ; Champaigney-soubz-Lengres (1480) ; Champaigny-lez-Langres (1568) ; Champigny (1732) ; Champigny-lès-Langres (1770).
Le mot Champigny provient de *Campaniacum, formé avec le suffixe d'origine gauloise -acum.
La préposition « lès » permet de signifier la proximité d'un lieu géographique par rapport à un autre lieu. En règle générale, il s'agit d'une localité qui tient à se situer par rapport à une ville voisine plus grande. La commune française de Champigny indique qu'elle se situe près de Langres.

## Histoire
L'histoire de Champigny-lès-Langres remonte à l'époque romaine. À cette époque la voie romaine de Lugdunum (Lyon) à Treverorum (Trèves) par Andemantunnum (Langres), bifurcation de la via Agrippa, croisait la voie romaine de Langres à Nasium (Naix, département de la Meuse) au sud du village actuel. Des entrepôts importants étaient installés au nord de ce carrefour et du village actuel. Des fouilles ont permis d'en découvrir les vestiges au lieu-dit les Granges ainsi qu'une grande quantité de monnaies. Dans la contrée, la datation de la majorité des monnaies découvertes, s'échelonne du Ier au IVe siècle ap. J.-C. Un autre vestige important de l'époque est la Victoire, une statue monumentale acéphale (sans tête) datée du IIe siècle, qui fut découverte en 1961 aux abords de la voie romaine menant à Trèves, à proximité de l'actuel château d'eau. Une autre statue d'environ 70 cm, toujours de cette époque et qui d'après Alain Catherinet est une Minerve ayant terrassé la Gorgone, a été déposée à la mairie à la fin des années 1990.
Après cette période prospère arrive la période trouble des invasions au bas Moyen Âge dont il ne reste aucune trace si ce n'est le nom de Champigny. Il viendrait, selon Vignier (XVIe siècle) de la bataille de Peigney en 298 entre les Alamans et les troupes romaines de Constance Chlore dont un des champs de bataille, campus pugnae, serait devenu Champigny. Mais ceci relève très probablement de la légende. Il est admis aujourd'hui une origine du nom de Champigny par le dérivé Campaniacum du latin CAMPANIA, la Champagne (plaine découverte). Quant à « lès », il signifie « près de ». Ce nom de Champagne se retrouve aussi pour des lieux-dits de type plaine (open field) de bien des villages. Cette évolution étymologique semble plus probable que celle de E. Nègre présentée dans le lien de Campaniacum.
À la fin du premier millénaire, la zone de peuplement s'est décalée vers le sud-ouest de quelques kilomètres, à l'écart de la voie romaine, pour s'installer à l'emplacement du village actuel. Le chœur de l'église, le clocher et sans doute une partie de la nef, refaite depuis, datent du XIIIe siècle, époque de forte expansion démographique. Mais au milieu du XVe siècle, Champigny, ruiné par la Guerre de Cent Ans, est totalement abandonné (1439). Le village se repeuplera peu à peu. La nef de l'église est reconstruite aux XVe – XVIe siècles, peu avant les troubles de la guerre de Trente Ans qui verra encore l'incendie d'une partie du village par les Croates en 1642 (Clément Macheret). C'est à cette époque que le clocher fut fortifié pour permettre aux habitants de s'y réfugier lors des passages de hordes de brigands ou d'invasions.
La croix du nouveau cimetière date de la fin du XVIIe siècle. Elle a été ramenée de l'ancienne entrée sud du village, située le long de la voie romaine Agrippa. Le calvaire le plus ancien situé aux abords de l'école, daterait du XVe siècle. À l'origine, il aurait été installé place Champeau, au cimetière des Trépassés, voir dans le cloître de la cathédrale de Langres avant d'être installé à cet endroit le 14 septembre 1749. La particularité de ce calvaire est que l'ensemble colonne plus croix est posé sur un chapiteau gallo-romain, d'ordre corinthien, retourné.
L'ancienne cure, qui était aussi appelée la maison forte car elle disposait de moyens de défense, a également été édifiée au XVIIe siècle.
De la même époque, date la maison de la dîme qui se trouve à l'entrée ouest du cimetière. C'est dans cette maison que les habitants venaient payer l'impôt de la dîme aux chanoines de Langres. À cette époque, la seigneurie de Champigny dépendait pour moitié de l'évêque de Langres et pour l'autre du chapitre de la cathédrale à qui était due la Dîme.
Le XVIIIe siècle vit la mise en place du maître autel. La première réalisation date de 1763. Elle concernait probablement l'ange Gabriel et la Vierge Marie situés au-dessus du maître autel. En 1774, des factures de M. Jayet, sculpteur langrois, font apparaître des modifications qui ont donné au maître autel son aspect actuel. La table en pierre de l'ancien maître autel a quant à elle, fait office d'auvent pour l'entrée extérieure de la cave de la cure.
Le XIXe siècle, époque de grande prospérité, a permis au village de s'équiper en fontaines. C'est en 1831 que fut construite la fontaine monumentale située place de la Fontaine. Elle était la tête d'un ensemble qui servait d'abreuvoir pour les bêtes et de Lavoir pour les femmes du village.
Sur cette place se trouvait aussi un plan d'eau peu profond, appeléle Gué. Il servait à baigner les chevaux et également de réserve d'incendie. De cet ensemble, seule la fontaine a survécu. Les auges, les lavoirs et le gué ont été démontés dans les années 1960-1970. Ils étaient devenus inutiles et ce patrimoine a été détruit par ignorance ou plutôt pour encourager les habitants à utiliser l'eau du réseau public nouvellement installé...
Tous les mois de décembre, la fontaine est utilisée pour la crèche de Noël en poupée.
Au XIXe siècle, l'église aurait dû subir le même sort. Les crédits avaient été votés pour la démolir et la remplacer par une église « moderne » néogothique. Mais en toute chose, malheur est bon, dit-on, car les évènements liés à la guerre de 1870 ont sauvé l'église en interrompant le projet.
La rédaction de cette page a pu être réalisée grâce aux articles parus dans le Bulletin Municipal de Champigny, le Rocher Lingon, les Cahiers Haut Marnais, l'ouvrage d'Emile Jolibois la Haute Marne Ancienne et Moderne ainsi qu'aux études de : Marcel Gindrey, Simone & Hubert Gallion Jeaugey, Simone Gallion Boisselier, Pierre Bablon, Roland Jourdain, Jacques Bochaton, Agnès Prodhon, Lucien Gallion Boisselier, Alain Catherinet.

## Politique et administration

### Liste des maires
| Période                                  | Période  | Identité         | Étiquette | Qualité |
| ---------------------------------------- | -------- | ---------------- | --------- | ------- |
| Les données manquantes sont à compléter. |          |                  |           |         |
| mars 1971                                |          | Robert Boilletot |           |         |
| mars 1983                                |          | Simone Gallion   |           |         |
| mars 2001                                |          | Gérard Jeannel   |           |         |
| février 2012                             | En cours | Hervé Fournier   |           |         |

## Population et société

### Démographie
L'évolution du nombre d'habitants est connue à travers les recensements de la population effectués dans la commune depuis 1793. Pour les communes de moins de 10 000 habitants, une enquête de recensement portant sur toute la population est réalisée tous les cinq ans, les populations de référence des années intermédiaires étant quant à elles estimées par interpolation ou extrapolation. Pour la commune, le premier recensement exhaustif entrant dans le cadre du nouveau dispositif a été réalisé en 2006.

En 2022, la commune comptait 406 habitants, en évolution de −4,69 % par rapport à 2016 (Haute-Marne : −4,62 %, France hors Mayotte : +2,11 %).
| 1793 | 1800 | 1806 | 1821 | 1831 | 1836 | 1841 | 1846 | 1851 |
| ---- | ---- | ---- | ---- | ---- | ---- | ---- | ---- | ---- |
| 204  | 201  | 230  | 166  | 221  | 211  | 202  | 230  | 238  |

| 1856 | 1861 | 1866 | 1872 | 1876 | 1881 | 1886 | 1891 | 1896 |
| ---- | ---- | ---- | ---- | ---- | ---- | ---- | ---- | ---- |
| 243  | 258  | 259  | 259  | 257  | 287  | 332  | 324  | 341  |

| 1901 | 1906 | 1911 | 1921 | 1926 | 1931 | 1936 | 1946 | 1954 |
| ---- | ---- | ---- | ---- | ---- | ---- | ---- | ---- | ---- |
| 327  | 380  | 375  | 382  | 424  | 390  | 400  | 427  | 439  |

| 1962 | 1968 | 1975 | 1982 | 1990 | 1999 | 2006 | 2011 | 2016 |
| ---- | ---- | ---- | ---- | ---- | ---- | ---- | ---- | ---- |
| 407  | 420  | 398  | 445  | 418  | 443  | 435  | 407  | 426  |

| 2021 | 2022 | - | - | - | - | - | - | - |
| ---- | ---- | - | - | - | - | - | - | - |
| 411  | 406  | - | - | - | - | - | - | - |

## Culture locale et patrimoine

### Personnalités liées à la commune
- Dominique Testevuide (1735-1798), ingénieur géographe.
- Pierre Jacotin (1765-1827), ingénieur géographe.
- Jean Étienne Feytou (1742-1816), musicologue.